# Odprto prvenstvo ZDA 1972
Odprto prvenstvo ZDA 1972 je teniški turnir za Grand Slam, ki je med 28. avgustom in 11. septembrom 1972 potekal v New Yorku.

## Moški posamično
Ilie Năstase :  Arthur Ashe 3-6 6-3 6-7 6-4 6-3

## Ženske posamično
Billie Jean King :  Kerry Melville 6-3 7-5

## Moške dvojice
Cliff Drysdale /  Roger Taylor :  Owen Davidson /  John Newcombe 6-4 7-6 6-3

## Ženske  dvojice
Françoise Dürr /  Betty Stove :  Margaret Smith Court /  Virginia Wade 6-3 1-6 6-3

## Mešane dvojice
Marty Riessen /  Margaret Smith Court :  Ilie Năstase /  Rosemary Casals 6-3 7-5 